# Augustin Robespierre
Augustin Joseph de Robespierre zwany Bonbon (ur. 21 stycznia 1763 w Arras, zm. 28 lipca 1794 w Paryżu) – francuski polityk, jakobin, młodszy brat Maksymiliana de Robespierre’a.
Augustin Robespierre urodził się w rodzinie prawnika Maximiliena Francois Robespierre’a i Jacqueline Margueritte Carraut, córki piwowara. Był najmłodszym z piątki rodzeństwa z którego dzieciństwo przeżyło czworo, pięć lat dzieliło go od najstarszego Maksymiliana. Podobnie jak brat ukończył paryski elitarny College Louis Le Grand, a następnie podjął studia prawnicze. W 1789 pełnił obowiązki jednego z prokuratorów w Arras, a w 1792 zdobył z tego miasta mandat deputowanego Konwentu. Natychmiast dołączył tam do radykalnej frakcji przewodzonej przez brata. Nazywany Robespierrem Młodszym przez cały okres politycznej kariery postrzegany był jako kopia swojego brata, nie zaś samodzielny działacz społeczny. Nie uzyskał też wyższych stanowisk państwowych, jedynie w 1794 był przez pewien czas komisarzem Konwentu w armii na froncie włoskim. Tam zetknął się z Napoleonem Bonaparte, którego uznał za obiecującego działacza rewolucyjnego i protegował go w kręgach jakobinów.
W dniu zamachu 9 thermidora (27 lipca 1794) Augustin Robespierre sam zażądał swojego aresztowania, gdy usłyszał, że jego brat Maksymilian uznany został za zdrajcę narodu. Podobnie jak on został w dniu następnym bez sądu zgilotynowany na Placu Rewolucji.